# Inga canonegrensis
Inga canonegrensis é uma espécie vegetal da família Fabaceae.
Pequena árvore de áreas de várzea e pantanosa. Cresce em planícies de florestas úmidas de altitudes próxima ao nível do mar.
Encontrada nas aproximidades da cidade de Alajuela, na Costa Rica.